# マヌエラ・カラスコ
マヌエラ・カラスコ （本名：マヌエラ・カラスコ・サラサール Manuela Carrasco Salazar、1958年-）は、スペインのバイラオーラ （女性フラメンコダンサー）。フラメンコ舞踊本流を代表する舞踏家。セビージャ出身。夫はギター奏者のホアキン・アマドール。

## 来歴
1954年、セビージャで生まれる。幼少時からフラメンコのリズムに囲まれた家庭環境に育ち、舞踊学校への就学や講師に師事することなく、独学でフラメンコのエッセンスを身につけた。
1964年に10歳でプロデビュー、1967年にクーロ・ベレス舞踊団とともにヨーロッパツアーを実施するなど頭角をあらわし、1969年には15歳で「マヌエラ・カラスコ舞踏団」を立ち上げた。
以後、セビージャの「ラ・コチェーラ」、「ロス・ガジョス」を中心に、マドリッドの「ロス・カナステーロス」、「カリペン」、マラガ県トレモリーノスの「エル・ハレオ」など、スペイン各地の主要なタブラオ（舞踏場）において、主にソリストとして公演を重ね、カマロン、エル・レブリハーノ、エル・グイト、ファン・エル・アビチュエラらと共演して名声を博し、「フラメンコの女王」、「フェスティバルの女王」などの異名を取るまでに至った。

## おもな受賞歴
- 1974年 コルドバ スペインフラメンココンクール 「パストーラ・インペリオ」（舞踏国家賞）
- 1975年 イタリア サン・レモ 「バイレ（舞踏）国際賞」

## 演風
バイラオーラ（女性舞踏家）としてアルテ（芸術、技巧）の奥深さを持つ上に、女性としては大柄な体躯から繰り出す堂々としてバイタリティーに溢れる情熱的な舞踏と、バイラオール（男性舞踏家）をも凌ぐサパテアードの迫力は、観る者に大きな衝撃を与える。
特に得意とする演目「ソレアレス Soleares （「孤独」の意）」は、情感を秘めたマルカからエスコビージャへの展開、そしてブレリアにおける闘牛の牛あしらいのシーンは特に名高く、彼女の右に出る者はいないとされている。
その演風は、マカローナ、ラ・マレナ、パストーラ・インペリオなどにも大きな影響を与えており、新人バイラオーラたちの目標となっている。